# Claude Lombard
Claude Lombard (Bruselas, 25 de febrero de 1945-20 de septiembre de 2021) fue una cantante belga, conocida por su participación en el Festival de la Canción de Eurovisión 1968.

## Primeros años
Lombard estudió en el INSAS, una institución para estudios de cine, teatro y televisión en Bruselas. Aprendió a tocar el piano, la guitarra y comenzó a componer música.

## Festival de Eurovision
En 1968, la canción de Lombard "Quand tu reviendras" ("Cuando vuelvas") fue elegida por un jurado de entre diez canciones para representar a Bélgica en el Festival de la Canción de Eurovisión, que tuvo lugar el 6 de abril en Londres.  "Quand tu reviendras" acabó ocupando la séptima plaza junto a Mónaco y Yugoslavia) de 17 países participantes.
Lombard volvió a Eurovisión en 1973, aunque para hacer los coros, para la canción "Baby, Baby" interpretada por Nicole & Hugo.  A pesar de terminar en última plaza en las votaciones, la canción, y particularmente la actuación, se ha convertido en un icono dentro de la comunidad de fanes de Eurovisión.

## Carrera posterior
Lombard se mudó a Francia en los años 70.  Compuso una obra de teatro musical llamada "Attention - fragile", y ha tenido una exitosa carrera como actriz de voz de películas y televisión.  Entre las películas y espectáculos donde ha trabajado se incluyen La bella y la bestia, El príncipe de Egipto y Fraggle Rock. También cantó la versión francesa del anime Mujercitas, (Les quatre filles du docteur March en francés), tema de 1988.